# اليوم الأولمبي للجري

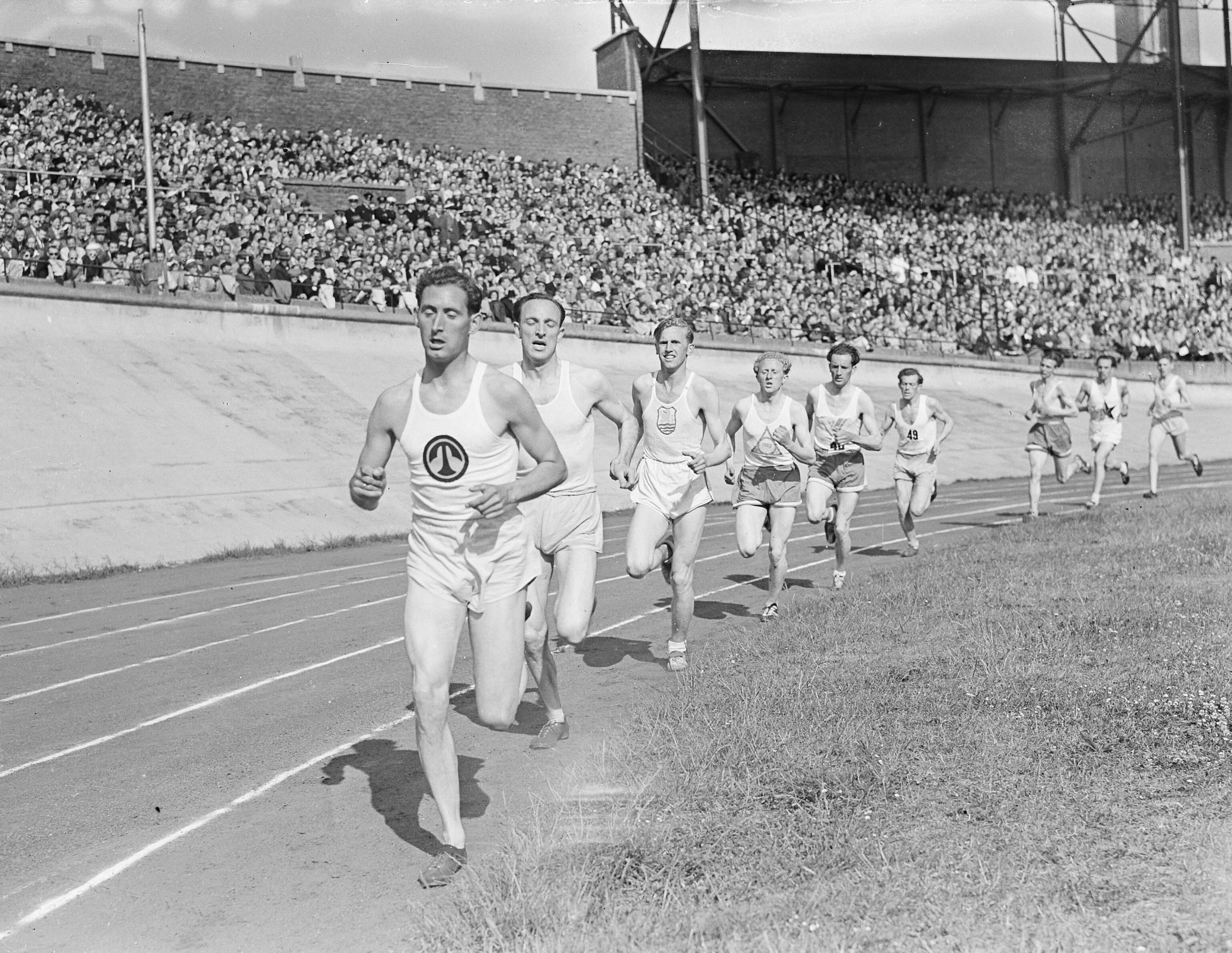
أولمبيش داغ في أمستردام

اليوم الأولمبي للجري هو نشاط للحركة الأولمبية الدولية يعزز المشاركة الجماهيرية للرياضة التي أقيمت في يونيو نظمتها اللجان الأولمبية الوطنية.
تم إنشاء اللجنة الأولمبية الدولية (IOC) رسميًا في 23 يونيو 1894 من خلال جهود بيير دي كوبرتان لتعزيز الرياضة التنافسية كإحياء للألعاب الأولمبية القديمة.
بسبب الحرب العالمية الثانية ، لم تُعقد الألعاب الأولمبية في عام 1940 أو 1944. نهضت مدينة لندن لاستضافة دورة ألعاب الرابع عشر بعد الحرب العالمية الثانية. في يناير 1948 ، وافقت اللجنة الأولمبية الدولية (IOC) على فكرة اليوم الأولمبي للاحتفال بإنشاء اللجنة الأولمبية الدولية في 23 يونيو 1894 في باريس ، وهو نوع من «عيد ميلاد» الحركة الأولمبية في الدورة الثانية والأربعين للجنة الأولمبية الدولية في سانت موريتز ، سويسرا. أقيم اليوم الأولمبي لأول مرة في 23 يونيو مع ما مجموعه 9 لجان أولمبية وطنية (NOCs) تستضيف المراسم في بلدانهم: النمسا وبلجيكا وكندا وبريطانيا العظمى واليونان والبرتغال وسويسرا وأوروغواي وفنزويلا.
في عام 1987 ، في محاولة لتشجيع شركات النفط الوطنية على الاحتفال باليوم الأولمبي والاحتفال به ، أطلقت لجنة الرياضة للجميع في اللجنة الأولمبية الدولية مفهوم الجري الأولمبي بهدف تعزيز ممارسة المشاركة في الرياضة من قبل الرجال والنساء والأطفال من جميع أنحاء العالم وجميع مناحي الحياة ، بغض النظر عن القدرة الرياضية. تم عقد أول سباق يوم أولمبي في عام 1987 ، على مسافة 10   كم ، بمشاركة 45 شركة نفط وطنية مشاركة. في عام 2006 ، كان هناك 161 شركة للنفط الوطنية تروج لجولة الألعاب الأولمبية لمواطنيها.
عادة ما يتم تنظيم سباق يوم الألعاب الأولمبية خلال الفترة من 17 إلى 24 يونيو بواسطة شركات النفط الوطنية ، مع جري المرح في اليوم الأولمبي مسافة 1.5 كم ، و أنشطة الجري 5   كم و 10   كم .